# D603 (Moselle)
De D603 is een departementale weg in het Noordoost-Franse departement Moselle. De weg loopt van de grens met Meurthe-et-Moselle via Metz, Freyming-Merlebach en Forbach naar de grens met Duitsland. In Meurthe-et-Moselle loopt de weg als D603 verder richting Verdun en Parijs. In Duitsland loopt de weg verder als B41 richting Saarbrücken.

## Geschiedenis
Oorspronkelijk was de D603 onderdeel van twee routes nationales. Het grootste deel was onderdeel van de N3, maar het kleine deel tussen de grens met Meurthe-et-Moselle en Gravelotte was onderdeel van de N390. De N3 liep toen via een zuidelijkere route, de huidige D903, verder naar Verdun. In 1973 werd dit zuidelijke deel overgedragen aan de departementen. De N3 ging toen in haar geheel via de huidige D603 lopen.
In 2006 werd de weg overgedragen aan het departement Moselle, omdat de weg geen belang meer had voor het doorgaande verkeer vanwege de parallelle autosnelweg A4. De weg is toen omgenummerd tot D603.